# Китанина, Таисия Михайловна
Таиси́я Миха́йловна Кита́нина (в девич. Горохова; 14 июня 1929; Одесса, Украинская ССР, СССР — 26 декабря 2020; Санкт-Петербург, Россия) — советский и российский историк, доктор исторических наук. Профессор Санкт-Петербургского государственного университета, академик Петровской академии наук и искусств. Заслуженный работник высшей школы Российской Федерации. Член ассоциаций финно-угроведов и историков-аграрников Северо-Запада.
Автор более 250 научных трудов, включая монографии, учебные пособия и статьи в научных журналах. Один из авторов «Советской исторической энциклопедии».

## Биография
Таисия Михайловна родилась в Одессе 14 июня 1929 года в семье военного. В 1934 году её семья переехала в Ленинград. Отец Таисии Михайловны — полковник Михаил Константинович Горохов, будучи в то время заместителем командира 194-го зенитного артиллерийского полка, а после — начальником штаба Бригадного района ПВО водной трассы Ладожского озера и мыса Осиновец, крайне редко имел возможность видеть своих близких. Во время блокады Ленинграда в годы Великой Отечественной войны Таисия Михайловна голодала, страдала дистрофией и корью, а её мать почти не вставала с постели. Отцу удалось 20 февраля 1942 года организовать их эвакуацию в Ваганово.
В 1948 году Таисия Михайловна в Ленинграде окончила среднюю школу. При поступлении в Ленинградский государственный университет им. А. А. Жданова (с 1991 — Санкт-Петербургский государственный университет) она на «отлично» сдала все пять экзаменов, что давало ей право выбора любого гуманитарного факультета. Таисия Михайловна выбрала Исторический факультет (с 1991 — Исторический факультет СПбГУ, с 2014 — Институт истории СПбГУ). Её научным руководителем был А. В. Предтеченский.
По окончании в 1953 году ЛГУ Таисия Михайловна поступила в аспирантуру Ленинградского педагогического института им. Герцена. Ещё до её окончания в 1956 году Таисию Михайловну с её однокурсником Б. В. Ананьичем пригласили на должность научного сотрудника в Ленинградское отделение Института истории АН СССР (с 1968 — ЛОИИ СССР АН СССР, с 1992 — Санкт-Петербургский филиал Института российской истории РАН, с 2000 — Санкт-Петербургский институт истории РАН) в группу истории СССР периода капитализма (в 1977 преобразован в сектор, а в 1986 — в отдел), где она последовательно была младшим, старшим и впоследствии ведущим научным сотрудником. Там основной темой научных интересов Таисии Михайловны стала экономическая история России конца XIX — начала XX века. В том же 1956 году она окончила аспирантуру ЛПИ и продолжала работать в ЛОИИ.
В 1964 году Т. М. Китанина защитила диссертацию на соискание учёной степени кандидата исторических наук по теме «Военно-промышленные концерны в России в годы первой мировой войны 1914—1917 гг.», по материалам которой в 1969 году издательством «Наука» была выпущена её первая монография «Военно-инфляционные концерны в России 1914—1917 гг.: Концерн Путилова — Стахеева — Батолина».
В 1978 году Т. М. Китанина защитила докторскую диссертацию, и в то же время была издана её монография «Хлебная торговля России в 1875—1914 гг. (Очерки правительственной политики)», которую она дополнила и переиздала в 2011 году под заглавием «Хлебная торговля России в конце XIX — начале XX веков. Стратегия выживания, модернизационные процессы, правительственная политика». Это масштабное исследование было удостоено Национальной премии «Лучшие книги и издательства года — 2012».
В 1982 году Отдел науки ЦК КПСС поручил Т. М. Китаниной подготовить для майского пленума справку о внутренней и внешней хлебной торговле России на рубеже XIX—XX веков и в том же году она была награждена медалью «За трудовую доблесть». С 1984 года являлась членом совета проблем объединения по изучению сельского хозяйства и крестьянства Северо-Запада России. С того же года она — член редколлегии ежегодника «Северо-Запад в аграрной истории России».
С 1995 года Т. М. Китанина работала на Историческом факультете Санкт-Петербургского государственного университета, где являлась профессором: в 1995—2007 годах — кафедры Истории России с древнейших времён до XX века, в 2007—2015 — кафедры Истории предпринимательства и менеджмента, с 2015 — кафедры Истории народов стран СНГ. Преподавала курсы: «История промышленности России», «Российское общество в 1800—1917 гг.: государство, сословия, экономика», «Россия в Первой мировой войне: правительственная политика», «Россия в Первой мировой войне: экономика и экономическая политика», «Социально-экономическая история России (с конца XVIII века до 1917 года)». Руководила написанием курсовых и дипломных работ. В 2016 году Т. М. Китанина издала курс своих лекций «Россия в Первой мировой войне 1914—1917 гг.: экономика и экономическая политика».
В 2014 году вышел фестшрифт в виде сборника научных статей «История, университет, историк», приуроченный к 85-летнему юбилею Т. М. Китаниной.
С 2019 года являлась ассоцированным научным сотрудником отдела Новой истории России Санкт-Петербургского института истории РАН. Также являлась членом Санкт-Петербургской ассоциаций финно-угроведов и историков-аграрников Северо-Запада.
Умерла 26 декабря 2020 года в Санкт-Петербурге. Похоронена на Ново-Волковском кладбище.

## Научные направление и взгляды
Область научных интересов Т. М. Китаниной достаточно обширна, и охватывает такие вопросы как: история монопольных объединений, аграрная история Российской империи, проблемы сословной и экономической политики её правительства, положение рабочих, крестьянство, крестьянские кооперации, земское движение, русская интеллигенция и пр., в хронологических рамках — от эпохи Петра I до Первой мировой войны.
Первостепенное внимание Т. М. Китанина уделяла изучению экономики России во время Первой мировой войны, и в частности эволюции внутренней и внешней российской хлебной торговли. Как поясняла сама Т. М. Китанина:

«Этим вопросом занимались советские экономисты в 1920-е гг., которые были высланы из страны. В СССР долгие годы считалось, что Россия в начале ХХ в. была отсталой страной, и ни о каких концернах и монополиях речи не было. Такая концепция возобладала в 1930-е гг., после выхода в свет „Краткого курса истории ВКП(б)“. И только во время хрущёвской „оттепели“ были открыты экономические фонды архивов. Мы, историки экономики, смогли изучать подлинные материалы акционерных обществ, банков, крупных предприятий».
Однако и после хрущёвской оттепели в СССР Т. М. Китанина сталкивалась с препятствиями в стремлении объективно освещать результаты своих исследований. Так, к примеру, в отношении написанной ею в 1974 году монографии «Хлебная торговля России в 1875—1914 гг.: очерки правительственной политики» Т. М. Китанина подвергалась обвинениям, что она «льёт воду на мельницу наших идеологических противников», преувеличивая масштаб хлебного экспорта дореволюционной России. Лишь благодаря поддержке других историков, и в первую очередь А. М. Анфимова, показавшего «глубину и аргументированность её выводов», в 1978 году книга всё же была издана, а в 2011 году увидела свет её переработанная и дополненная редакция.
Кроме этого, неизменный научный интерес Т. М. Китанина проявляла к русско-скандинавским и русско-финляндским экономическим отношениям, а также к конкурентной борьбе Российской империи с Германией и США.

## Награды и премии
Т. М. Китанина была удостоена 2 правительственных и 15 государственных наград, в числе которых медаль «За трудовую доблесть». Также была удостоена национальной премии «Лучшие книги и издательства года — 2012» за монографию «Хлебная торговля России в конце XIX — начале XX веков: стратегия выживания, модернизационные процессы, правительственная политика» и в 2016 году премии им. В. Н. Татищева.
2 февраля 2011 года за заслуги в научно-педагогической деятельности и большой вклад в подготовку квалифицированных специалистов Т. М. Китаниной была удостоена почётного звания «Заслуженный работник высшей школы Российской Федерации».

## Рецензии
- Александров Н. М., Роднов М. И., Слепнёв И. Н. Мастерство историка (рец. на: Китанина Т. М. Хлебная торговля России в конце XIX — начале XX века. Стратегия выживания, модернизационные процессы, правительственная политика. СПб.: Дмитрий Буланин, 2011. 608 с.) // Российская история. — М.: Наука, 2015. — № 3. — С. 202—203. — ISSN 0869-5687.
- Пушкарёва И. М. Т. М. Китанина. Россия в Первой мировой войне 1914—1917 гг.: экономика и экономическая политика. Курс лекций. СПб.: Гуманитарная Академия, 2016. 352 с., ил. // Российская история. — М.: Наука, 2018. — № 4. — С. 194—197.
- Соловьёва А. М. Китанина Т. М. Военно-инфляционные концерны в России 1914—1917 гг. Концерн Путилова — Стахеева — Батолина. Л., 1969. 179 с. // История СССР. — М., 1970. — № 5. — С. 165—167.
- Тимошенко В. В. Т. М. Китанина. Хлебная торговля России в 1875—1914 гг. (Очерки правительственной политики) // История СССР. — М., 1979. — № 5. — С. 186—188.
- Золотов В. А., Крикунов В. П., Яковлев В. П. Важный аспект экономической политики русского царизма (рец. на: Китанина Т. М. Хлебная торговля России в 1875—1914 гг.) // Вестник Ленинградского университета. Серия 2: Истории, язык, литература. — Л.: Изд-во ЛГУ, 1980. — Вып. 2. — С. 124—126.
- Шевырин В. М. 2017. 02. 012. Китанина Т. М. Россия в Первой мировой войне 1914—1917 гг.: экономика и экономическая политика: курс лекций. — СПб.: Гуманитарная академия, 2016. — 352 с. // Социальные и гуманитарные науки. Отечественная и зарубежная литература. Серия 5: История. Реферативный журнал. — М.: Изд-во ИНИОН РАН, 2017. — № 2. — С. 63—70. — ISSN 2219-875X.
- Hamburg G. M. T. M. Kitanina. Khlebnaia torgovlia Rossii v 1875—1914 gg. (Ocherki pravitel’stvennoi politiki). [Russian Grain Trade, 1875—1914 (Essays on Government Policy)]. Edited by S. I. Potolov, Leningrad: Izdatel’stvo «Nauka», Leningradskoe otdelenie. 1978. Pp. 286. (англ.) // The American Historical Review. — Oxford University Press on behalf of the American Historical Association, 1979. — Vol. 84, iss. 5. — P. 1433—1434. — JSTOR 1861613.
- Lih L. T.[англ.]. Voina, Khleb I Revoliutsiia: Prodovol’stvennyi Vopros V Rossii, 1914 — Oktiabr' 1917 g., by T. M. Kitanina. Leningrad: Nauka, 1985. 383 pp. (англ.) // Slavic Review. — AAASS, 1988. — Vol. 47, iss. 1. — P. 128. — ISSN 0037-6779.
- Lincoln W. B.[англ.]. Taisija Michajlovna Kitanina Vojna, chleb i revoljucija (prodovoVstvennyj vopros v Rossiiy 1914-oktjabr 1917g.) [War, Grain, and Revolution The Food-Supply Question in Russia, 1914—1917]. Izdat. Nauka, Leningradskoe otdelenie Leningrad 1985. 382 pp. (нем.) // Jahrbücher für Geschichte Osteuropas. — Franz Steiner Verlag, 1990. — Bd. 38, H. 3. — S. 446—448. — ISSN 0021-4019.
- Melancon M. S. Kitanina, T. M. Voina, khleb i revoliutsiiaprodovol’stvennyi vopros v Rossii 1914 — oktiabr' 1917 g. Leningrad: Nauka, 1985. 383 pp. (англ.) // The Russian Review. — Wiley, 1993. — Vol. 52, no. 3. — P. 427—428. — ISSN 1467-9434. — JSTOR 130751.
- Moritsch A.[нем.]. Taisija Michajlovna Kitanina Chlebnaja torgovlja Rossii v 1875—1914 gg. (Ocerki pravitel’stvennoj politiki) [Der Getreidehandel Rußlands in den Jahren 1875—1914 (Grundzüge der Regierungspolitik)]. Izdat. Nauka, Leningradskoe otdelenie Leningrad 1978. 286 S. (нем.) // Jahrbücher für Geschichte Osteuropas. — Franz Steiner Verlag, 1981. — Bd. 29, H. 3. — S. 448—450.
- Ortmann F. Taisija Michajlovna Kitanina. Rabočie Peterburga v 1800—1861 gg. Promyštennost’, formirovanie, sostav, položenie rabočich, rabočee dviženie [Die Arbeiter St. Petersburgs 1800 bis 1861. Industrie, Formierung, Zusammensetzung, Lage der Arbeiter, Arbeiterbewegung]. Izdat. Nauka, Leningradskoe otdelenie Leningrad 1991. 297 S. (нем.) // Jahrbücher für Geschichte Osteuropas. — Franz Steiner Verlag, 1993. — Bd. 41, H. 3. — S. 443—446. — JSTOR 41049122.